# Không Quân Nhân Dân Việt Nam
La Không Quân Nhân Dân Việt Nam (lett. "Forza aerea popolare del Vietnam") è l'aeronautica militare del Vietnam, componente aerea del Quân Đội Nhân Dân Việt Nam, ovvero l'Esercito Popolare del Vietnam. Il 31 maggio 1977, la Forza aerea popolare del Vietnam (Không quân Nhân dân Việt Nam) fu separata dalla Forza di difesa aerea (Quân chủng Phòng không).
È l'erede diretta, dopo la riunionificazione di Vietnam del Nord e Vietnam del Sud nel 1975, dell'Aeronautica militare nordvietnamita che aveva dimostrato il suo valore contrastando per anni con sorprendente successo le incursioni aeree degli Stati Uniti durante la guerra del Vietnam.
Dipende gerarchicamente come le altre forze armate, dal Ministero della difesa della Repubblica Socialista del Vietnam.

## Storia

### Vietnam del Nord
I primi aerei furono due addestratori: un de Havilland Tiger Moth e un Morane-Saulnier che erano proprietà dell'imperatore Bảo Đại. Questi, nel 1945, donò gli aerei al governo vietnamita.
Il primo aereo da combattimento vietnamita fu un T-28 Trojan il cui pilota disertò dall'aeronautica laotiana. Fu utilizzato dal 1964 come caccia notturno e riuscì ad abbattere un C-123 americano.
La NVAF ricevette il suo primo jet nel 1964: era un MiG-17.
Durante la guerra del Vietnam la NVAF usò i MiG-17F, PF (J-5), MiG-19 (J-6), MiG-21F-13, PF, PFM e MF. Impegnati a contrastare per anni le incursioni aeree americane, i piloti da caccia nordvietnamiti si dimostrarono valenti e combattivi, ottenendo numerosi successi. Furono rivendicati 266 abbattimenti di velivoli americani.

### Vietnam riunificato

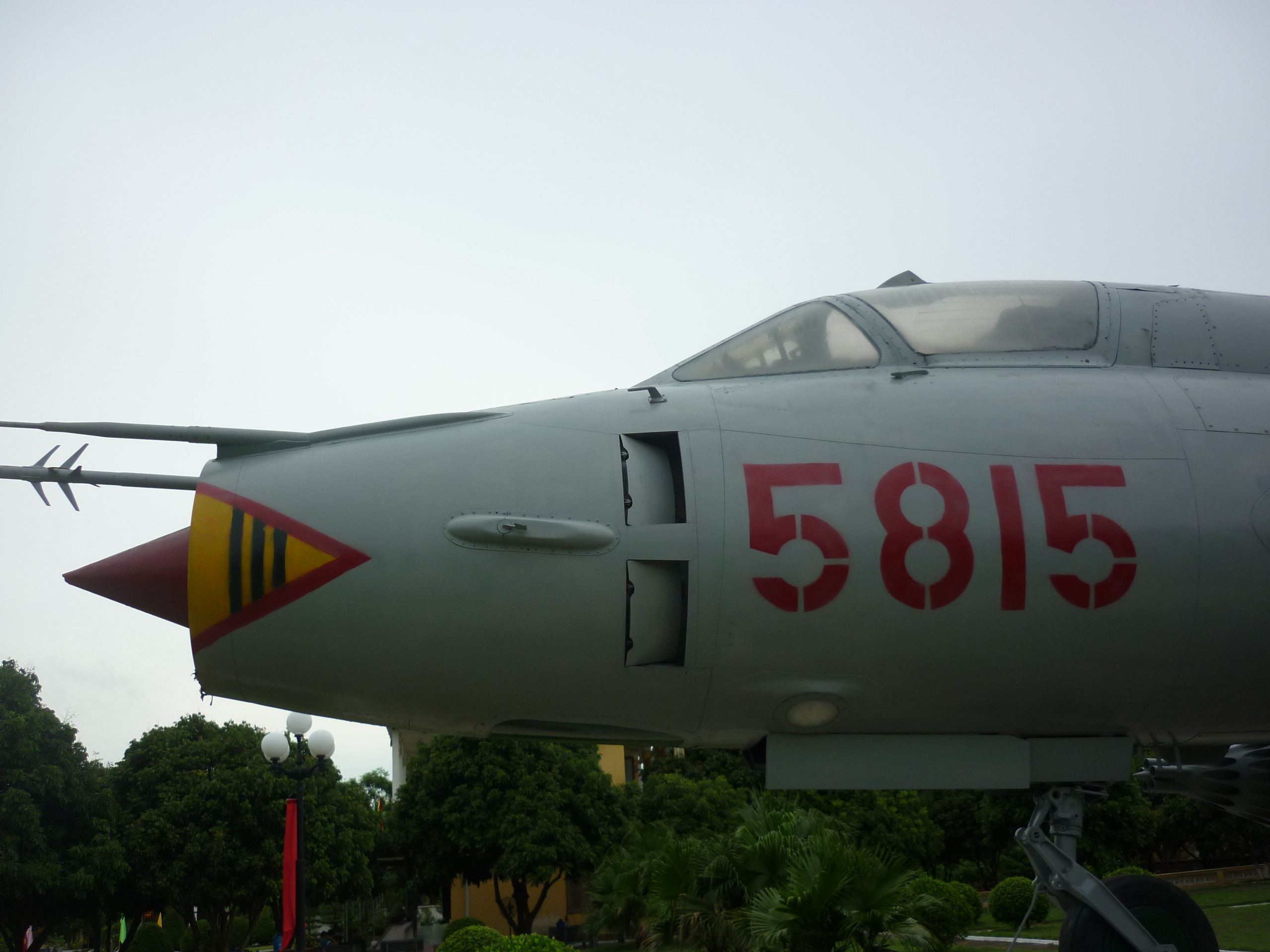
un Su-22M

Il 31 maggio 1977 l' "Aeronautica Popolare del Vietnam" (Không quân Nhân dân Việt Nam) fu separata dalla "Forza di difesa aerea" (Quân chủng Phòng không).
Negli anni tra il 1953 e il 1991, circa 700 aerei da guerra, elicotteri, 120 e 158 complessi missilistici sono stati forniti al Vietnam del Nord da parte dell'URSS e della Repubblica Popolare Cinese (in primo luogo il MiG-19). Ancora oggi tre quarti delle armi vietnamite sono state fabbricate nella Russia post-Guerra Fredda.
Oggi la VPAF è in via di ammodernamento. Usa ancora MiG-21 e Su-22 ma sta cominciando ad usare anche Su-27-SK e nel 2004 furono acquistati quattro velivoli varianti del Su-30 MK2V.

### Assi e piloti celebri
- Nguyễn Văn Cốc
- Nguyễn Đức Soát
- Nguyễn Tiến Sâm
- Mai Văn Cường
- Phạm Tuân

## Basi
Alcune delle basi presenti nel sud del paese sono state costruite dall'United States Air Force per il Vietnam del Sud. Invece le basi nel nord del paese sono state probabilmente costruite con l'assistenza dell'Unione Sovietica durante la Guerra del Vietnam.
- Operazione Cleansweep
- Base aerea di Kep
- Base aerea di Bien Hoa - Chiusa nel 2002
- Aeroporto di Dong Hoi - In ristrutturazione per servire aerei commerciali
- Base aerea di Hoa Lac
- Base aerea di Gia Lam
- Base aerea di Lam Son
- Base aerea di Nha Trang - Chiusa nel 2005 e rimpiazzata dall'Aeroporto di Cam Ranh
- Campo aereo di Anh Son
- Base aerea di Phan Rang
- Base aerea di Thanh Hoa
- Campo aereo di Truong Sa
- Base aerea di Yen Bai
- Base militare di Cam Ranh - campo aereo aperto ai voli commerciali nel 2005
- Campo aereo di Vung Tau

## Aeromobili in uso
Sezione aggiornata annualmente in base al World Air Force di Flightglobal del corrente anno. Tale dossier non contempla UAV, aerei da trasporto VIP ed eventuali incidenti accorsi durante l'anno della sua pubblicazione. Modifiche giornaliere o mensili che potrebbero portare a discordanze nel tipo di modelli in servizio e nel loro numero rispetto a WAF, vengono apportate in base a siti specializzati, periodici mensili e bimestrali. Tali modifiche vengono apportate onde rendere quanto più aggiornata la tabella.
| Aeromobile                           | Origine     | Tipo                                    | Versione (denominazione locale) | In servizio (2024) | Note | Immagine |
| Aerei da combattimento               |             |                                         |                                 |                    | |          |
| Sukhoi Su-30 Flanker                 | Russia      | cacciabombardiere                       | Su-30MKSu-30MK2                 | 35                 | 24 Su-30MK consegnati in tre distinte tranche nel 2003 (4 velivoli), nel 2009 (8 velivoli) e nel 2010 (12 velivoli). Ulteriori 12 Su-30MK2 sono stati ordinati nel 2013 e consegnati tra il 2014 ed il 2016. Un Su-30MK2 è andato perso a giugno 2014.                                                          |          |
| Sukhoi Su-27 Flanker                 | Russia      | cacciabombardiere conversione operativa | Su-27SKSu-27PUSu-27UBK          | 12                 | 12 consegnati tra il 1995 e il 1998. |          |
| Sukhoi Su-22 Fitter                  | Russia      | cacciabombardiereconversione operativa  | Su-22M3KSu-22M4KSu-22UM3K       | 32                 | Sui 34 tra Su-22M3K, Su-22M4K e Su-22UM3K in servizio al marzo 2021, è stato integrato il pod da guerra elettronica ADS Talisman della bielorussa Defense Initiatives. |          |
| Aerei per impieghi speciali          |             |                                         |                                 |                    | |          |
| Antonov An-28 Cash                   | Ucraina     | aereo da pattugliamento marittimo       | An-28 MPA                       | 1                  | |          |
| Aeremobili a pilotaggio remoto - UAV |             |                                         |                                 |                    | |          |
| M-400 UAV                            | Vietnam     | Unmanned aerial vehicle                 | M-400                           | 12?                | |          |
| Aerei da trasporto                   |             |                                         |                                 |                    | |          |
| Antonov An-26 Curl                   | Ucraina     | aereo da trasporto                      | An-26                           | 30                 | |          |
| CASA C-295                           | Spagna      | aereo da trasporto                      | C-295                           | 3                  | |          |
| CASA C-212 Aviocar                   | Spagna      | aereo da trasporto                      | NC-212i                         | 3                  | |          |
| Yakovlev Yak-40 Codling              | Russia      | aereo da trasporto VIP                  | Yak-40                          | 15                 | |          |
| Aerei da addestramento               |             |                                         |                                 |                    | |          |
| Aero L-39 Albatros                   | Rep. Ceca   | aereo da addestramento                  | L-39C                           | 24                 | 31 L-39C consegnati. |          |
| Aero L-39NG Skyfox                   | Rep. Ceca   | aereo da addestramento                  | L-39NG                          | 12                 | 12 L-39NG ordinati il 15 febbraio 2021, con inizio consegne previsto per il 2023-2024. Primi sei esemplari consegnati a fine agosto 2024. Consegne completate al gennaio del 2025. A marzo 2025, con la consegna del secondo lotto di sei esemplari, è stata completata la fornitura dei dodici aerei ordinati. |          |
| Yakovlev Yak-130 Mitten              | Russia      | aereo da addestramento                  | Yak-130                         | 11                 | Secondo fonti russe, il Vietnam avrebbe ordinato 12 Yak-130 a fine 2019, per un accordo del valore di 350 milioni di dollari. Un esemplare è stato perso in un incidente il 6 novembre 2024. |          |
| Beechcraft T-6 Texan II              | Stati Uniti | aereo da addestramento                  | T-6C                            | 5                  | Il 10 giugno 2021 il Dipartimento di Stato americano ha autorizzato il Vietnam all'acquisto di 3 addestratori T-6C Texan II con consegne a partire dal 2023. 12 T-6C ordinati ad agosto 2022, con i primi 5 aerei consegnati il 20 novembre 2024.                                                               |          |
| Elicotteri                           |             |                                         |                                 |                    | |          |
| Mil Mi-24 Hind                       | Russia      | elicottero d'attacco                    | Mi-24AMi-24D                    | 25                 | |          |
| Mil Mi-8 Hip                         | Russia      | elicottero da trasporto                 | Mil Mi-8Mi-17ShMi-172           | 89                 | |          |
| Bell UH-1 Iroquois                   | Stati Uniti | elicottero utility                      | UH-1H                           | 15                 | |          |
| Kamov Ka-32 Helix-C                  | Russia      | elicottero antisommergibile             | Ka-32S                          | 2                  | |          |
| PZL W-3 Sokół                        | Polonia     | elicottero da trasporto VIP             | PZL W-3SPZL W-3RM               | 4                  | |          |
| Ka-27 Helix                          | Russia      | elicottero antisommergibile             | Ka-27                           | 19                 | |          |
| Eurocopter Dauphin                   | Francia     | elicottero utility                      | SA-365 N2                       | 5                  | |          |
| Eurocopter Ecureuil                  | Francia     | elicottero leggero utility              | AS-350 B3                       | 5                  | |          |
| Aérospatiale SA 330 Puma             | Francia     | elicottero medio da trasporto           | SA-330J                         | 9                  | |          |
| Aérospatiale Super Puma              | Francia     | elicottero medio da trasporto           | AS-332L2                        | 7                  | |          |

## Aeromobili ritirati
- Antonov An-30 Clank
- Antonov An-38 Cash
- Yakovlev Yak-52
- Antonov An-24 Coke
- Mikoyan-Gurevich MiG-21bis Fishbed-L/N
- Mikoyan-Gurevich MiG-21UB
- Lockheed C-130B Hercules
- Lockheed C-130E Hercules
- Mikoyan-Gurevich MiG-23 Flogger
- Northrop F-5 Tiger II
- Cessna A-37B Dragonfly
- Antonov An-2 Colt
- Beriev Be-12 Mail
- Kamov Ka-25 Hormone
- Mil Mi-6 Hook
- Mil Mi-4 Hound
- Boeing CH-47A Chinook
- Mikoyan-Gurevich MiG-15 Fagot
- Mikoyan-Gurevich MiG-15UTI
- Mikoyan-Gurevich MiG-17F Fresco
- Douglas C-47 Dakota